# Трусдейл (окръг, Тенеси)
Окръг Трусдейл (на английски: Trousdale County) е окръг в щата Тенеси, Съединени американски щати. Площта му е 303 km², а населението – 7259 души (2000). Административен център е град Хартсвил.